# HMAS Perth (D29)
La HMAS Perth (pennant number D29) era un incrociatore leggero della classe Leander appartenente alla Royal Australian Navy; entrata in servizio con la Royal Navy britannica nel giugno del 1936 con il nome di HMS Amphion, venne ceduta alla marina australiana nel giugno del 1939, partecipando poi alla seconda guerra mondiale operando prevalentemente nel Mar Mediterraneo e sul fronte del Pacifico. Venne infine affondata da unità navali giapponesi il 1º marzo 1942 durante la battaglia dello Stretto della Sonda.

## Storia
Impostata nei cantieri Portsmouth Naval Dockyard di Portsmouth il 26 giugno 1933, venne varata il 27 luglio 1934 con il nome di Amphion, in onore dell'omonimo personaggio mitologico; l'unità entrò poi in servizio il 15 giugno 1936. Durante il suo periodo con la Royal Navy, operò prevalentemente nel Mare Caraibico ed in Atlantico, come parte della North America and West Indies Station.
Nel giugno del 1939 la nave venne venduta alla marina australiana, ed il 10 luglio seguente venne ribattezzata Perth in onore dell'omonima città australiana. Allo scoppio della guerra nel settembre del 1939, la nave si trovava ancora nei Caraibi, di base prima a Bermuda e poi a Kingston; partecipò alle missioni di intercettazione dei mercantili tedeschi in Atlantico, oltre che alla infruttuosa ricerca dell'incrociatore pesante (detto anche "corazzata tascabile") Deutschland. Nel marzo del 1940 fece ritorno in patria, arrivando a Sydney il 31; prese parte alle missioni di scorta del traffico mercantile e dei convogli di truppe australiane e neozelandesi diretti in Medio Oriente, finché, nel novembre seguente, non fu inviata ad Alessandria d'Egitto per essere inserita nel 7th Cruisers Squadron della Mediterranean Fleet britannica.
Compì alcune missioni nel Mar Rosso prima di essere distaccata a Suda per fungere da scorta ai convogli diretti a Malta; il 16 gennaio 1941, mentre si trovava nelle acque maltesi, venne leggermente danneggiata in un attacco aereo. Tra il 27 ed il 28 febbraio prese parte all'operazione Abstention, il fallito tentativo di catturare l'isola di Castelrosso, formendo copertura durante l'evacuazione degli incursori britannici; rientrata a Suda, all'inizio di marzo venne dispiegata durante l'operazione Lustre, il trasferimento di truppe alleate in Grecia. Tra il 27 ed il 29 marzo 1941 venne coinvolta negli eventi della battaglia di Capo Matapan, schierata con gli incrociatori nella Force B dell'ammiraglio Henry Pridham-Wippell, senza riportare danni; tra l'aprile ed il maggio seguente, venne invece impiegata durante l'evacuazione delle truppe Alleate dalla Grecia, ma il 22 maggio, durante un pattugliamento al largo di Creta, subì gravi danni durante un bombardamento aereo. Rapidamente riparata, venne subito reinserita in squadra per partecipare all'evacuazione delle truppe Alleate da Creta, venendo di nuovo danneggiata in un raid aereo il 31 maggio mentre era in rotta per Alessandria. Rientrò in servizio sul finire del giugno seguente, prendendo parte alla campagna di Siria; il 18 luglio salpò da Alessandria per rientrare a Sydney, dove venne messa in cantiere per dei lunghi lavori di riparazione ed ammodernamento.
La Perth tornò in servizio ai primi di dicembre, prendendo parte ad alcune missioni di scorta ai convogli mercantili nelle acque di casa; il 26 febbraio 1942 venne inviata a Surabaya per unirsi alle forze dell'ABDA Command, impegnate a difendere le Indie orientali olandesi dagli attacchi dei giapponesi. Inserita nella Eastern Striking Force, prese parte alla battaglia del Mare di Giava il 27 febbraio seguente, durante la quale mise a segno un colpo su un cacciatorpediniere giapponese: la battaglia si concluse con una pesante sconfitta per le forze dell'ABDA, e la Perth fu l'unica delle unità maggiori alleate a sopravvivere indenne allo scontro. La nave, insieme all'incrociatore pesante statunitense USS Houston, riparò nel porto di Tanjung Priok il giorno seguente, ma la carenza di carburante e munizioni impedì alle unità Alleate di fare rifornimento.
Alle 19:00 del 29 febbraio i due incrociatori Alleati, poi seguiti dal cacciatorpediniere olandese Hr. Ms. Evertsen, salparono alla volta di Tjilatjap, dirigendosi verso lo stretto della Sonda a velocità ridotta per risparmiare carburante; le unità Alleate ignoravano però che un grosso convoglio giapponese fortemente scortato si stesse dirigendo proprio in quel momento verso la stessa zona. Intorno alle 23:00, la Perth avvistò un cacciatorpediniere giapponese vicino a St. Nicolas Point, il quale riferì la posizione delle navi Alleate al resto della formazione; i due incrociatori finirono con il cozzare contro il grosso convoglio giapponese, riuscendo ad incendiare due cargo prima di rompere il contatto e tentare di risalire verso nord. Intorno alle 23:45, tuttavia, la loro via di ritirata venne tagliata da una grossa formazione da battaglia giapponese, comprendente gli incrociatori pesanti Mogami e Mikuma, un incrociatore leggero e dieci cacciatorpediniere; in schiacciante inferiorità numerica, le due unità Alleate continuarono tuttavia a combattere. La Perth venne colpita da un siluro intorno alla mezzanotte, tra la sala macchine ed il locale caladie; un secondo siluro colpì l'incrociatore a prua, seguito da un terzo a poppa proprio mentre il comandante Hector Waller ordinava di abbandonare la nave. Mentre erano in corso le operazioni di evacuazione, una salva di granate colpì il torrione di comando, uccidendo il comandante Waller e gran parte dei suoi ufficiali; intorno alle 00:05, un quarto siluro colpì il relitto della Perth, che si inabissò definitivamente intorno alle 00:25 del 1º marzo. Lo Houston e l'Evertsen vennero affondati poco dopo.
Delle 681 persone imbarcate in quel momento sulla Perth (671 marinai australiani o britannici, 6 membri della RAAF e 4 civili), 353 rimasero uccisi: 342 membri dell'equipaggio, 5 marinai britannici, 3 membri della RAAF e 3 civili. Dei 328 superstiti, tutti presi prigionieri dai giapponesi, quattro morirono a causa delle ferite, mentre altri 106 (tra cui un membro della RAAF) morirono durante la prigionia; i restanti 218 vennero rimpatriati alla fine della guerra.